# محمد بن یحیی اغریسی
محمّد بن یحیی اِغریسی شهرت‌یافته به شریف اِغریسی، فقیه مالکی و صوفی الجزایری در سدهٔ پانزدهم میلادی/نهم هجری بود. از بزرگان غریس، استان معسکر بود و در تلمسان درس خواند. شرح که ارجوزه‌ای در فقه است، اثر اوست و آن را در اول ربیع‌الثانی ۸۵۳ق پایان برد.